# Henry Francis Fynn
Pour les articles homonymes, voir Fynn.
Henry Francis Fynn né le 29 mars 1803 à Grosvenor Square, Mayfair, Londres, Angleterre et mort le 20 septembre 1861 à Durban, Natal, Afrique du Sud, est un explorateur et commerçant anglais. 
Son journal couvre la période de 1824 à 1836 et retrace l'histoire du premier comptoir commercial occidental au Natal, et livre la première description de la vie au Natal. Ce document est la première et la plus directe description de Shaka, roi de la nation Zoulous d'Afrique du Sud dont Henry Francis Fynn parvint à devenir proche.
Il a été interprété à l'écran par Robert Powell dans la série télévisée Shaka Zulu.